# Орловка (Щербактинский район)
Орловка (каз. Орловка) — село в Щербактинском районе Павлодарской области Казахстана. Расположено в 12 км к северо-западу от районного центра — села Шарбакты и в 92 км к северо-востоку от областного центра — города Павлодара. Административный центр и единственный населённый пункт Орловского сельского округа. Код КАТО — 556853100.

## История
Село было основано в 1908 году на урочище Караой переселенцами из украинского села Орловка. В 1912 году была организована Орловская волость Павлодарского уезда.
В 1930 году в селе был организован первый колхоз «10 годовщина Октября», в 1933 году колхоз стал называться «Победа». В 1950 году в него влился колхоз «Екпенды». Долгое время мясо-молочным колхозом руководил Герой Социалистического Труда Михаил Корзюк.

## Население
В 1985 году в селе проживало 1046 человек. В 1999 году численность населения села составляла 1112 человек (524 мужчины и 588 женщин). По данным переписи 2009 года, в селе проживало 1113 человек (546 мужчин и 567 женщин).